# Jaborosa bergii
Jaborosa bergii là loài thực vật có hoa trong họ Cà. Loài này được Hieron. mô tả khoa học đầu tiên năm 1879.